# CFA協会認定証券アナリスト
CFA協会認定証券アナリスト（英: Chartered Financial Analyst（CFA））は、CFA Institute（CFA協会、本部：アメリカ合衆国バージニア州）が認定する国際的な投資プロフェッショナルの資格である。CFA資格取得には、3つの試験（全て英語、選択・記述式）に合格（平均で4年以上かかる）し、少なくとも4,000時間（36か月）の投資分析関連の職務経験を要する。またCFA資格保有者（CFA Charterholder）は、その前提としてCFA協会の「倫理規範および職業行為基準」を遵守することが求められている。
2022年現在、CFA資格保有者は全世界で16.7万人を超える。また、165の国および地域に活動の中心となるローカル・ソサイエティが設けられ、メンバーに対しセミナー/交流の場を提供している。日本では日本CFA協会（CFA Society of Japan）がこの役割を担う。

## CFA資格について
- 投資のプロフェッショナルを認定する国際資格(Professional designation)。
- 資格がスタートした1963年から2022年5月までで、エントリー試験のレベル1受験者数は累計約205万人となるものの、最終試験のレベル3合格者数は累計30万人を下回っており、難易度の高さから、多くの受験者が途中で諦める結果となっていることが分かる。最終的にCFA資格保有者となれる候補者は、5人に1人もいない。（15%程度）[1]
- CFA資格保有者になるためには、平均1,000時間以上の厳しい学習、4,000時間（36か月）以上の投資関連職務経験、CFAプログラム試験の合格（平均で4年以上かかる）が必要となる。[2][3][4] [5]
- 外部機関 Ecctis 社の評価によると、CFA資格は米国におけるMaster's Degree（大学院修士課程を修了して得られる学位）が1つのベンチマークになっている[6] 。
- 米国では、難易度・年収・キャリアパスといった観点でMBAと比較されることも多い[7]。MBAはスクールによって教育や卒業者のレベルに大きな差が生じるが、CFA資格で求められるレベルは一定している。また、MBAがビジネス一般を対象としている一方、CFA資格は金融・投資にフォーカスしている。平均年収はCFA資格保有者の方が高い。
- 2019年にCFA協会が実施した調査によると、CFA資格保有者の代表的な報酬総額（年収）は177,000ドルとなっている。[8]
- 長期に渡るプログラムのため、幅広いファイナンス理論や投資関連の知識・英語力だけでなく、自己管理能力やストレス耐性も試される。
- CFAプログラム試験の費用（2023年2月試験時点）は、最低でも3,000ドル程度（初回登録料350ドルに加え、試験毎に900ドル〜1,200ドル）必要となる。日本の資格試験と異なり、受験費用が高いため、安易に受験する人はいない。また資格を維持するためには、年会費475ドルの支払いも必要となる。[9] [10]
- CFA資格プログラムは当初米国で始まったものの、金融業界のグローバル化に伴い近年国際的な資格になっており、現在のところアメリカとカナダ以外の受験者が過半数を占めている。多くのグローバルな金融機関に認知されており、その試験の難易度から金融業界での評価は高い。
- 受験者数はアジア地域を中心に年々急増しているものの、日本ではCFA資格保有者はまだ少なく1,200人程度（2022年2月現在）に留まる。[11]

## 試験制度
- CFA試験は3つのレベルが設けられており、全て英語で行われる。
- 全レベル6時間だった試験時間が、2021年に以下の通り短縮された。
  - レベル1: 4時間30分、個別問題/選択式
  - レベル2: 4時間24分、総合問題/選択式
  - レベル3: 4時間24分、50%論述、50%総合問題/選択式
- また、2021年から受験可能なタイミングが以下の通り増えた。これらにより、受験者の精神的な負担やハードルが下がった。
  - レベル1: 年4回（2020年以前は年2回）
  - レベル2: 年2回（2020年以前は年1回）
  - レベル3: 年2回（2020年以前は年1回）
- 各レベルに合格するには、それぞれ最低でも300時間（合計で1,000時間以上）の勉強が必要とされている。英語が母国語でない受験者は、より多くの学習時間が必要となる。
- 2022年2月と5月に行われた試験の合格率は、レベル1が36-38%、レベル2が44%、レベル3が49%となっている。
- 日本では東京で試験が行われている他、2021年以降は大阪でも受験が可能となった。2020年以前は世界各国で同日の試験日が設定されていたが、現在では指定された期間内であれば自分で試験日を決めることができる。

## カリキュラム
カリキュラムはCandidate Body of Knowledgeに基づいており、毎年更新される。
主な出題範囲は以下のとおり：
- 倫理基準および職業行為基準 (Ethical and Professional Standards)
- 定量分析手法/統計学 (Quantitative Methods)
- 経済学 (Economics)
- 財務諸表分析 (Financial Statement Analysis)
- 発行体企業 (Corporate Issuers) 注
- 株式投資 (Equity investments)
- 債券投資(Fixed Income)
- 金融派生商品 (Derivatives)
- オルタナティブ投資/代替投資 (Alternative Investment)
- ポートフォリオ管理と資産計画 (Portfolio Management and Wealth Planning)

注) 2021年にコーポレートファイナンスの科目が改定された。資金調達・運用、ESG（環境・社会・ガバナンス）、ステークホルダーマネジメント、レバレッジ、運転資本管理などの論点を含む。

## 学習教材
- CFA試験の申込をすると、CFA協会公式の学習ツールが参照できる。
- ただし、ボリュームが多いこともあり、下記外部プロバイダーの学習コンテンツを用いて準備を進める受験生が多い。
  - Kaplan Schweser
  - Wiley

## 資格取得後の活躍の場
- 代表的な勤務先は、アセットマネジメント、プライベート・ウェルス・マネジメント、商業銀行、投資銀行、保険会社であり、近年はフィンテックなどの成長分野にも活躍の場を広げている。[8]
- 雇用主の例としては、JPMorgan Chase, Morgan Stanley Wealth Management, Royal Bank of Canada, BofA Securities, UBS Group, HSBC Holdings, Wells Fargo and Company, PricewaterhouseCoopers, BlackRock, TD Bank Financial Groupなどが挙げられる。
- 代表的な職務は、ポートフォリオ・マネジメント、リサーチ、コンサルティング、リスク分析・管理、データサイエンス、クレジット分析、トレーディング、CIO、財務企画など。